# Stadtmuseum Paderborn

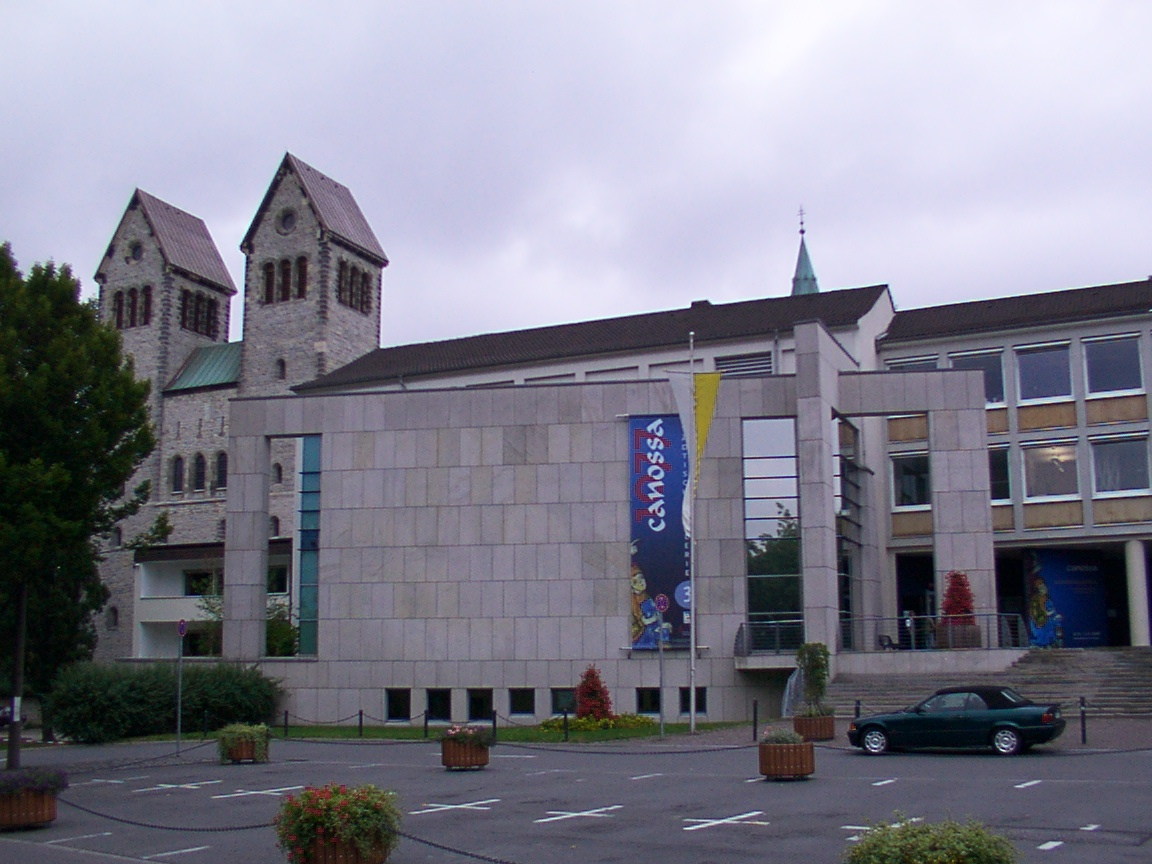
Das Stadtmuseum Paderborn, zuvor „Städtische Galerie Am Abdinghof“ (2006)

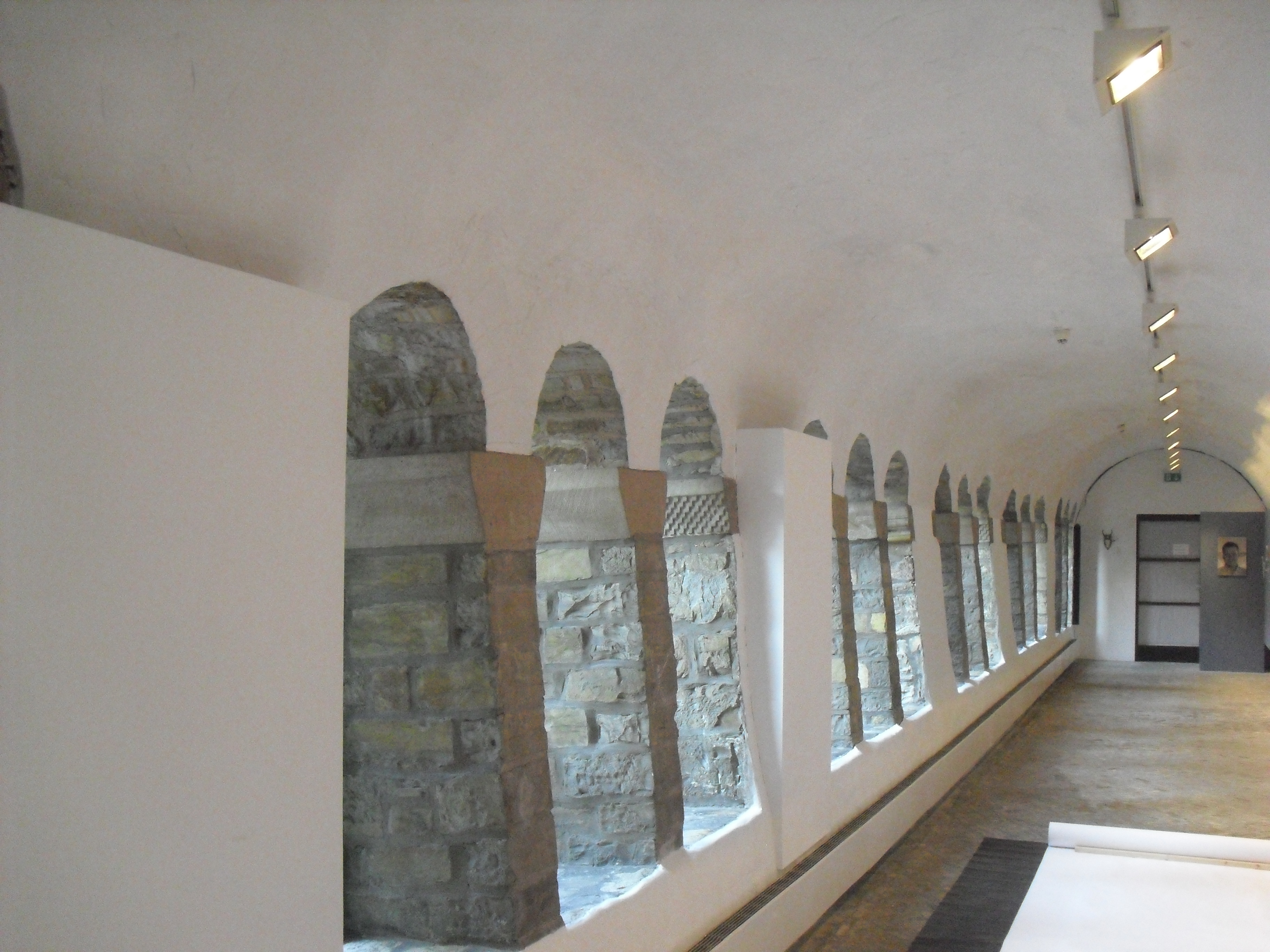
Ehem. Kreuzgang des Abdinghofklosters (2015)

Das Stadtmuseum Paderborn ist ein Museum in Paderborn, das Dokumente zur Geschichte der Stadt Paderborn aufbewahrt und zeigt.

## Geschichte
Von 1977 bis 2015 war das historische Museum der Stadt Paderborn unter dem Namen „Museum für Stadtgeschichte“ im Adam-und-Eva-Haus untergebracht. Im März 2015 wurde das Museum aufgrund konservatorischer Mängel geschlossen und im Rahmen eines bereits seit 2012 diskutierten Neuordnungskonzeptes der städtischen Museen ein Neubau/Umbau auf dem Grundstück des ehemaligen Abdinghofklosters beschlossen. Der Architekt Tido Brussig entwickelte hierzu eine Planung, in der er „die Stadt als ein gewachsenes, komplexes System auf den Grundkörper eines Hauses“ übertrug. Geschichte soll so „symbolisch dekonstruiert und erlebbar gemacht“ werden. Der ehemalige Kreuzgang und der Garten des 1945 zerstörten Abdinghofs von 1015–16 wurden in den Neubau integriert. Am 9. Oktober 2017 wurde der nun „Stadtmuseum Paderborn“ genannte Komplex eingeweiht.

## Bestände
Das Museum enthält zahlreichen Modelle, Medien- und Hörstationen, die ein vergangenes Stadtbild wieder lebendig werden lassen.
Herzstück des neuen Stadtmuseums ist der „Sammlungsspeicher“ mit fünf Sammlungen: die Sammlung des Regimentsverbands der 15er Reiter, die des Altertumsvereins, die Sammlung Fürstenberg-Stiftung Eggeringhausen, die Sammlung der Stadt Paderborn und die der Stadtarchäologie. Unter einem Dach sind sieben typische Häusertypen verschiedener Epochen dargestellt – wie das Renaissanceportal des früheren Hotels Löffelmann, das zuletzt in einer Gasse zwischen Kamp und Kötterhagen verbaut war. Im Kreuzgang wird ein Abriss der Geschichte des Klosters Abdinghof präsentiert.
Im „Offenen Foyer“ widmet sich das Stadtmuseum Themen der städtischen Gegenwart und der Zukunft. Hier werden neben Vorträgen, Konzerten und Theateraufführungen aktuelle künstlerische Positionen und Tendenzen in Sonderausstellungen gezeigt. Zudem gibt es hier Kulturhistorische Ausstellungen.
Im „Stadtlabor“ können Erwachsene, Kinder und Jugendliche zum Forscher der über 1200-jährigen Stadtgeschichte werden. Es gibt regelmäßige öffentliche Führungen.
Von den insgesamt rund 1.400 Exponaten wurden gut 80 Prozent zuvor noch nicht öffentlich gezeigt. Manche waren bei den Dauerleihgebern, andere im städtischen Depot.

## Weblink
- Stadtmuseum